# Campeonato Brasileiro de Futebol de 2022 - Série A
A Série A do Campeonato Brasileiro de Futebol de 2022, oficialmente Brasileirão Assaí – Série A 2022 por motivos de patrocínio, foi a 67.ª edição da principal divisão do futebol brasileiro. A disputa teve o mesmo regulamento dos anos anteriores, quando foi implementado o sistema de pontos corridos. Com a Copa do Mundo FIFA de 2022 ocorrendo entre 20 de novembro a 18 de dezembro, a competição iniciou um mês antes do habitual, em abril, com término em 13 de novembro.
Esta foi a edição com o maior número de clubes do Centro-Oeste na era dos pontos corridos, com três representantes. A última vez que a região teve no mínimo três equipes na primeira divisão havia sido em 1986. Por outro lado, após cinco anos seguidos com quatro equipes, a Região Nordeste teve apenas dois representantes. O Sudeste seguiu liderando o ranking por região, com dez clubes, enquanto o Sul teve cinco participantes.
O título foi definido na 35ª rodada: antes mesmo de entrar em campo, o Palmeiras garantiu o troféu matematicamente, beneficiado pela derrota do Internacional, único clube que ainda poderia alcançá-lo na classificação, diante do América Mineiro, por 1–0, fora de casa. Foi a 11ª conquista do alviverde no Campeonato Brasileiro.
O Juventude foi o primeiro clube rebaixado à Série B de 2023 com quatro rodadas de antecedência, após ser derrotado pelo Atlético Mineiro por 1–0, em Belo Horizonte. Duas rodadas depois, o Avaí foi o segundo clube a trocar de divisão ao empatar com Santos, fora de casa, em 1–1. O terceiro rebaixado à Série B foi o Ceará, que após cinco anos consecutivos confirmou seu rebaixamento após a derrota para o já rebaixado Avaí, por 2–0, fora de casa. Na última rodada, o Atlético Goianiense definiu a relação de clubes rebaixados ao empatar com o América Mineiro (1–1), em Belo Horizonte.

## Regulamento
A Série A de 2022 foi disputada por vinte clubes em dois turnos. Em cada turno, todos os clubes jogaram entre si uma única vez. Os jogos do segundo turno foram realizados na mesma ordem do primeiro, apenas com o mando de campo invertido. Não houve campeões por turnos, sendo declarado campeão brasileiro o clube que obtivesse o maior número de pontos após as 38 rodadas. Ao final da competição, os seis primeiros clubes se classificaram à Copa Libertadores de 2023, os seis clubes subsequentes se classificaram à Copa Sul-Americana de 2023, e os quatro últimos foram rebaixados para a Série B do ano seguinte. O campeão se classificou para a Supercopa do Brasil de 2023.
Introduzido em 2019, o árbitro assistente de vídeo ou VAR (do inglês Video Assistant Referee), esteve disponível em todas as 380 partidas do campeonato, tendo seus custos com tecnologia e infraestrutura pagos pela Confederação Brasileira de Futebol.
O limite de troca de técnicos implantado na edição anterior, foi retirado para 2022.

### Critérios de desempate
Em caso de empate por pontos entre dois clubes, os critérios de desempate foram aplicados na seguinte ordem:
1. Número de vitórias;
2. Saldo de gols;
3. Gols pró (marcados);
4. Confronto direto;
5. Menor número de cartões vermelhos;
6. Menor número de cartões amarelos;
7. Sorteio.

## Participantes
| Equipe               | Cidade            | Estado | Em 2021      | Estádio (mando)   | Capacidade | Títulos                                                         |
| -------------------- | ----------------- | ------ | ------------ | ----------------- | ---------- | --------------------------------------------------------------- |
| América Mineiro      | Belo Horizonte    | MG     | 8º           | Independência     | 23 018     | 0 (não possui)                                                  |
| Athletico Paranaense | Curitiba          | PR     | 14º          | Arena da Baixada  | 42 370     | 1 (2001)                                                        |
| Atlético Goianiense  | Goiânia           | GO     | 9º           | Antônio Accioly   | 10 501     | 0 (não possui)                                                  |
| Atlético Mineiro     | Belo Horizonte    | MG     | 1º           | Mineirão          | 61 846     | 3 (1937, 1971, 2021)                                            |
| Avaí                 | Florianópolis     | SC     | 4º (Série B) | Ressacada         | 17 800     | 0 (não possui)                                                  |
| Botafogo             | Rio de Janeiro    | RJ     | 1º (Série B) | Nilton Santos     | 44 661     | 2 (1968, 1995)                                                  |
| Ceará                | Fortaleza         | CE     | 11º          | Arena Castelão    | 63 903     | 0 (não possui)                                                  |
| Corinthians          | São Paulo         | SP     | 5º           | Neo Química Arena | 47 605     | 7 (1990, 1998, 1999, 2005, 2011, 2015, 2017)                    |
| Coritiba             | Curitiba          | PR     | 3º (Série B) | Couto Pereira     | 40 502     | 1 (1985)                                                        |
| Cuiabá               | Cuiabá            | MT     | 15º          | Arena Pantanal    | 44 097     | 0 (não possui)                                                  |
| Flamengo             | Rio de Janeiro    | RJ     | 2º           | Maracanã          | 78 838     | 7 (1980, 1982, 1983, 1992, 2009, 2019, 2020)                    |
| Fluminense           | Rio de Janeiro    | RJ     | 7º           | Maracanã          | 78 838     | 4 (1970, 1984, 2010, 2012)                                      |
| Fortaleza            | Fortaleza         | CE     | 4º           | Arena Castelão    | 63 903     | 0 (não possui)                                                  |
| Goiás                | Goiânia           | GO     | 2º (Série B) | Serrinha          | 16 500     | 0 (não possui)                                                  |
| Internacional        | Porto Alegre      | RS     | 12º          | Beira-Rio         | 50 842     | 3 (1975, 1976, 1979)                                            |
| Juventude            | Caxias do Sul     | RS     | 16º          | Alfredo Jaconi    | 19 924     | 0 (não possui)                                                  |
| Palmeiras            | São Paulo         | SP     | 3º           | Allianz Parque    | 43 713     | 10 (1960, 1967, 1967, 1969, 1972, 1973, 1993, 1994, 2016, 2018) |
| Red Bull Bragantino  | Bragança Paulista | SP     | 6º           | Nabi Abi Chedid   | 15 010     | 0 (não possui)                                                  |
| Santos               | Santos            | SP     | 10º          | Vila Belmiro      | 16 068     | 8 (1961, 1962, 1963, 1964, 1965, 1968, 2002, 2004)              |
| São Paulo            | São Paulo         | SP     | 13º          | Morumbi           | 72 039     | 6 (1977, 1986, 1991, 2006, 2007, 2008)                          |

## Estádios
| América Mineiro | Athletico Paranaense | Atlético Goianiense | Atlético Mineiro | Avaí | Botafogo           |
| Independência | Arena da Baixada | Antônio Accioly | Mineirão | Ressacada | Nilton Santos      |
| Capacidade: 23 018 | Capacidade: 42 370 | Capacidade: 12 500 | Capacidade: 61 846 | Capacidade: 17 826 | Capacidade: 44 661 |
| | | | | |                    |
| Ceará | \| América-MG Atlético-MG Athletico-PR Atlético-GO Avaí Ceará Coritiba Cuiabá Fortaleza Goiás Internacional Juventude RB Bragantino Santos Rio de Janeiro São Paulo Rio de Janeiro: Botafogo Flamengo Fluminense São Paulo: Corinthians Palmeiras São PauloLocalização das equipes participantes da Série A de 2022. \| | \| América-MG Atlético-MG Athletico-PR Atlético-GO Avaí Ceará Coritiba Cuiabá Fortaleza Goiás Internacional Juventude RB Bragantino Santos Rio de Janeiro São Paulo Rio de Janeiro: Botafogo Flamengo Fluminense São Paulo: Corinthians Palmeiras São PauloLocalização das equipes participantes da Série A de 2022. \| | \| América-MG Atlético-MG Athletico-PR Atlético-GO Avaí Ceará Coritiba Cuiabá Fortaleza Goiás Internacional Juventude RB Bragantino Santos Rio de Janeiro São Paulo Rio de Janeiro: Botafogo Flamengo Fluminense São Paulo: Corinthians Palmeiras São PauloLocalização das equipes participantes da Série A de 2022. \| | \| América-MG Atlético-MG Athletico-PR Atlético-GO Avaí Ceará Coritiba Cuiabá Fortaleza Goiás Internacional Juventude RB Bragantino Santos Rio de Janeiro São Paulo Rio de Janeiro: Botafogo Flamengo Fluminense São Paulo: Corinthians Palmeiras São PauloLocalização das equipes participantes da Série A de 2022. \| | Corinthians        |
| Arena Castelão | \| América-MG Atlético-MG Athletico-PR Atlético-GO Avaí Ceará Coritiba Cuiabá Fortaleza Goiás Internacional Juventude RB Bragantino Santos Rio de Janeiro São Paulo Rio de Janeiro: Botafogo Flamengo Fluminense São Paulo: Corinthians Palmeiras São PauloLocalização das equipes participantes da Série A de 2022. \| | \| América-MG Atlético-MG Athletico-PR Atlético-GO Avaí Ceará Coritiba Cuiabá Fortaleza Goiás Internacional Juventude RB Bragantino Santos Rio de Janeiro São Paulo Rio de Janeiro: Botafogo Flamengo Fluminense São Paulo: Corinthians Palmeiras São PauloLocalização das equipes participantes da Série A de 2022. \| | \| América-MG Atlético-MG Athletico-PR Atlético-GO Avaí Ceará Coritiba Cuiabá Fortaleza Goiás Internacional Juventude RB Bragantino Santos Rio de Janeiro São Paulo Rio de Janeiro: Botafogo Flamengo Fluminense São Paulo: Corinthians Palmeiras São PauloLocalização das equipes participantes da Série A de 2022. \| | \| América-MG Atlético-MG Athletico-PR Atlético-GO Avaí Ceará Coritiba Cuiabá Fortaleza Goiás Internacional Juventude RB Bragantino Santos Rio de Janeiro São Paulo Rio de Janeiro: Botafogo Flamengo Fluminense São Paulo: Corinthians Palmeiras São PauloLocalização das equipes participantes da Série A de 2022. \| | Neo Química Arena  |
| Capacidade: 63 903 | \| América-MG Atlético-MG Athletico-PR Atlético-GO Avaí Ceará Coritiba Cuiabá Fortaleza Goiás Internacional Juventude RB Bragantino Santos Rio de Janeiro São Paulo Rio de Janeiro: Botafogo Flamengo Fluminense São Paulo: Corinthians Palmeiras São PauloLocalização das equipes participantes da Série A de 2022. \| | \| América-MG Atlético-MG Athletico-PR Atlético-GO Avaí Ceará Coritiba Cuiabá Fortaleza Goiás Internacional Juventude RB Bragantino Santos Rio de Janeiro São Paulo Rio de Janeiro: Botafogo Flamengo Fluminense São Paulo: Corinthians Palmeiras São PauloLocalização das equipes participantes da Série A de 2022. \| | \| América-MG Atlético-MG Athletico-PR Atlético-GO Avaí Ceará Coritiba Cuiabá Fortaleza Goiás Internacional Juventude RB Bragantino Santos Rio de Janeiro São Paulo Rio de Janeiro: Botafogo Flamengo Fluminense São Paulo: Corinthians Palmeiras São PauloLocalização das equipes participantes da Série A de 2022. \| | \| América-MG Atlético-MG Athletico-PR Atlético-GO Avaí Ceará Coritiba Cuiabá Fortaleza Goiás Internacional Juventude RB Bragantino Santos Rio de Janeiro São Paulo Rio de Janeiro: Botafogo Flamengo Fluminense São Paulo: Corinthians Palmeiras São PauloLocalização das equipes participantes da Série A de 2022. \| | Capacidade: 47 605 |
| | \| América-MG Atlético-MG Athletico-PR Atlético-GO Avaí Ceará Coritiba Cuiabá Fortaleza Goiás Internacional Juventude RB Bragantino Santos Rio de Janeiro São Paulo Rio de Janeiro: Botafogo Flamengo Fluminense São Paulo: Corinthians Palmeiras São PauloLocalização das equipes participantes da Série A de 2022. \| | \| América-MG Atlético-MG Athletico-PR Atlético-GO Avaí Ceará Coritiba Cuiabá Fortaleza Goiás Internacional Juventude RB Bragantino Santos Rio de Janeiro São Paulo Rio de Janeiro: Botafogo Flamengo Fluminense São Paulo: Corinthians Palmeiras São PauloLocalização das equipes participantes da Série A de 2022. \| | \| América-MG Atlético-MG Athletico-PR Atlético-GO Avaí Ceará Coritiba Cuiabá Fortaleza Goiás Internacional Juventude RB Bragantino Santos Rio de Janeiro São Paulo Rio de Janeiro: Botafogo Flamengo Fluminense São Paulo: Corinthians Palmeiras São PauloLocalização das equipes participantes da Série A de 2022. \| | \| América-MG Atlético-MG Athletico-PR Atlético-GO Avaí Ceará Coritiba Cuiabá Fortaleza Goiás Internacional Juventude RB Bragantino Santos Rio de Janeiro São Paulo Rio de Janeiro: Botafogo Flamengo Fluminense São Paulo: Corinthians Palmeiras São PauloLocalização das equipes participantes da Série A de 2022. \| |                    |
| Coritiba | \| América-MG Atlético-MG Athletico-PR Atlético-GO Avaí Ceará Coritiba Cuiabá Fortaleza Goiás Internacional Juventude RB Bragantino Santos Rio de Janeiro São Paulo Rio de Janeiro: Botafogo Flamengo Fluminense São Paulo: Corinthians Palmeiras São PauloLocalização das equipes participantes da Série A de 2022. \| | \| América-MG Atlético-MG Athletico-PR Atlético-GO Avaí Ceará Coritiba Cuiabá Fortaleza Goiás Internacional Juventude RB Bragantino Santos Rio de Janeiro São Paulo Rio de Janeiro: Botafogo Flamengo Fluminense São Paulo: Corinthians Palmeiras São PauloLocalização das equipes participantes da Série A de 2022. \| | \| América-MG Atlético-MG Athletico-PR Atlético-GO Avaí Ceará Coritiba Cuiabá Fortaleza Goiás Internacional Juventude RB Bragantino Santos Rio de Janeiro São Paulo Rio de Janeiro: Botafogo Flamengo Fluminense São Paulo: Corinthians Palmeiras São PauloLocalização das equipes participantes da Série A de 2022. \| | \| América-MG Atlético-MG Athletico-PR Atlético-GO Avaí Ceará Coritiba Cuiabá Fortaleza Goiás Internacional Juventude RB Bragantino Santos Rio de Janeiro São Paulo Rio de Janeiro: Botafogo Flamengo Fluminense São Paulo: Corinthians Palmeiras São PauloLocalização das equipes participantes da Série A de 2022. \| | Cuiabá             |
| Couto Pereira | \| América-MG Atlético-MG Athletico-PR Atlético-GO Avaí Ceará Coritiba Cuiabá Fortaleza Goiás Internacional Juventude RB Bragantino Santos Rio de Janeiro São Paulo Rio de Janeiro: Botafogo Flamengo Fluminense São Paulo: Corinthians Palmeiras São PauloLocalização das equipes participantes da Série A de 2022. \| | \| América-MG Atlético-MG Athletico-PR Atlético-GO Avaí Ceará Coritiba Cuiabá Fortaleza Goiás Internacional Juventude RB Bragantino Santos Rio de Janeiro São Paulo Rio de Janeiro: Botafogo Flamengo Fluminense São Paulo: Corinthians Palmeiras São PauloLocalização das equipes participantes da Série A de 2022. \| | \| América-MG Atlético-MG Athletico-PR Atlético-GO Avaí Ceará Coritiba Cuiabá Fortaleza Goiás Internacional Juventude RB Bragantino Santos Rio de Janeiro São Paulo Rio de Janeiro: Botafogo Flamengo Fluminense São Paulo: Corinthians Palmeiras São PauloLocalização das equipes participantes da Série A de 2022. \| | \| América-MG Atlético-MG Athletico-PR Atlético-GO Avaí Ceará Coritiba Cuiabá Fortaleza Goiás Internacional Juventude RB Bragantino Santos Rio de Janeiro São Paulo Rio de Janeiro: Botafogo Flamengo Fluminense São Paulo: Corinthians Palmeiras São PauloLocalização das equipes participantes da Série A de 2022. \| | Arena Pantanal     |
| Capacidade: 40 502 | \| América-MG Atlético-MG Athletico-PR Atlético-GO Avaí Ceará Coritiba Cuiabá Fortaleza Goiás Internacional Juventude RB Bragantino Santos Rio de Janeiro São Paulo Rio de Janeiro: Botafogo Flamengo Fluminense São Paulo: Corinthians Palmeiras São PauloLocalização das equipes participantes da Série A de 2022. \| | \| América-MG Atlético-MG Athletico-PR Atlético-GO Avaí Ceará Coritiba Cuiabá Fortaleza Goiás Internacional Juventude RB Bragantino Santos Rio de Janeiro São Paulo Rio de Janeiro: Botafogo Flamengo Fluminense São Paulo: Corinthians Palmeiras São PauloLocalização das equipes participantes da Série A de 2022. \| | \| América-MG Atlético-MG Athletico-PR Atlético-GO Avaí Ceará Coritiba Cuiabá Fortaleza Goiás Internacional Juventude RB Bragantino Santos Rio de Janeiro São Paulo Rio de Janeiro: Botafogo Flamengo Fluminense São Paulo: Corinthians Palmeiras São PauloLocalização das equipes participantes da Série A de 2022. \| | \| América-MG Atlético-MG Athletico-PR Atlético-GO Avaí Ceará Coritiba Cuiabá Fortaleza Goiás Internacional Juventude RB Bragantino Santos Rio de Janeiro São Paulo Rio de Janeiro: Botafogo Flamengo Fluminense São Paulo: Corinthians Palmeiras São PauloLocalização das equipes participantes da Série A de 2022. \| | Capacidade: 44 000 |
| | \| América-MG Atlético-MG Athletico-PR Atlético-GO Avaí Ceará Coritiba Cuiabá Fortaleza Goiás Internacional Juventude RB Bragantino Santos Rio de Janeiro São Paulo Rio de Janeiro: Botafogo Flamengo Fluminense São Paulo: Corinthians Palmeiras São PauloLocalização das equipes participantes da Série A de 2022. \| | \| América-MG Atlético-MG Athletico-PR Atlético-GO Avaí Ceará Coritiba Cuiabá Fortaleza Goiás Internacional Juventude RB Bragantino Santos Rio de Janeiro São Paulo Rio de Janeiro: Botafogo Flamengo Fluminense São Paulo: Corinthians Palmeiras São PauloLocalização das equipes participantes da Série A de 2022. \| | \| América-MG Atlético-MG Athletico-PR Atlético-GO Avaí Ceará Coritiba Cuiabá Fortaleza Goiás Internacional Juventude RB Bragantino Santos Rio de Janeiro São Paulo Rio de Janeiro: Botafogo Flamengo Fluminense São Paulo: Corinthians Palmeiras São PauloLocalização das equipes participantes da Série A de 2022. \| | \| América-MG Atlético-MG Athletico-PR Atlético-GO Avaí Ceará Coritiba Cuiabá Fortaleza Goiás Internacional Juventude RB Bragantino Santos Rio de Janeiro São Paulo Rio de Janeiro: Botafogo Flamengo Fluminense São Paulo: Corinthians Palmeiras São PauloLocalização das equipes participantes da Série A de 2022. \| |                    |
| Flamengo | \| América-MG Atlético-MG Athletico-PR Atlético-GO Avaí Ceará Coritiba Cuiabá Fortaleza Goiás Internacional Juventude RB Bragantino Santos Rio de Janeiro São Paulo Rio de Janeiro: Botafogo Flamengo Fluminense São Paulo: Corinthians Palmeiras São PauloLocalização das equipes participantes da Série A de 2022. \| | \| América-MG Atlético-MG Athletico-PR Atlético-GO Avaí Ceará Coritiba Cuiabá Fortaleza Goiás Internacional Juventude RB Bragantino Santos Rio de Janeiro São Paulo Rio de Janeiro: Botafogo Flamengo Fluminense São Paulo: Corinthians Palmeiras São PauloLocalização das equipes participantes da Série A de 2022. \| | \| América-MG Atlético-MG Athletico-PR Atlético-GO Avaí Ceará Coritiba Cuiabá Fortaleza Goiás Internacional Juventude RB Bragantino Santos Rio de Janeiro São Paulo Rio de Janeiro: Botafogo Flamengo Fluminense São Paulo: Corinthians Palmeiras São PauloLocalização das equipes participantes da Série A de 2022. \| | \| América-MG Atlético-MG Athletico-PR Atlético-GO Avaí Ceará Coritiba Cuiabá Fortaleza Goiás Internacional Juventude RB Bragantino Santos Rio de Janeiro São Paulo Rio de Janeiro: Botafogo Flamengo Fluminense São Paulo: Corinthians Palmeiras São PauloLocalização das equipes participantes da Série A de 2022. \| | Fluminense         |
| Maracanã | \| América-MG Atlético-MG Athletico-PR Atlético-GO Avaí Ceará Coritiba Cuiabá Fortaleza Goiás Internacional Juventude RB Bragantino Santos Rio de Janeiro São Paulo Rio de Janeiro: Botafogo Flamengo Fluminense São Paulo: Corinthians Palmeiras São PauloLocalização das equipes participantes da Série A de 2022. \| | \| América-MG Atlético-MG Athletico-PR Atlético-GO Avaí Ceará Coritiba Cuiabá Fortaleza Goiás Internacional Juventude RB Bragantino Santos Rio de Janeiro São Paulo Rio de Janeiro: Botafogo Flamengo Fluminense São Paulo: Corinthians Palmeiras São PauloLocalização das equipes participantes da Série A de 2022. \| | \| América-MG Atlético-MG Athletico-PR Atlético-GO Avaí Ceará Coritiba Cuiabá Fortaleza Goiás Internacional Juventude RB Bragantino Santos Rio de Janeiro São Paulo Rio de Janeiro: Botafogo Flamengo Fluminense São Paulo: Corinthians Palmeiras São PauloLocalização das equipes participantes da Série A de 2022. \| | \| América-MG Atlético-MG Athletico-PR Atlético-GO Avaí Ceará Coritiba Cuiabá Fortaleza Goiás Internacional Juventude RB Bragantino Santos Rio de Janeiro São Paulo Rio de Janeiro: Botafogo Flamengo Fluminense São Paulo: Corinthians Palmeiras São PauloLocalização das equipes participantes da Série A de 2022. \| | Maracanã           |
| Capacidade: 78 838 | \| América-MG Atlético-MG Athletico-PR Atlético-GO Avaí Ceará Coritiba Cuiabá Fortaleza Goiás Internacional Juventude RB Bragantino Santos Rio de Janeiro São Paulo Rio de Janeiro: Botafogo Flamengo Fluminense São Paulo: Corinthians Palmeiras São PauloLocalização das equipes participantes da Série A de 2022. \| | \| América-MG Atlético-MG Athletico-PR Atlético-GO Avaí Ceará Coritiba Cuiabá Fortaleza Goiás Internacional Juventude RB Bragantino Santos Rio de Janeiro São Paulo Rio de Janeiro: Botafogo Flamengo Fluminense São Paulo: Corinthians Palmeiras São PauloLocalização das equipes participantes da Série A de 2022. \| | \| América-MG Atlético-MG Athletico-PR Atlético-GO Avaí Ceará Coritiba Cuiabá Fortaleza Goiás Internacional Juventude RB Bragantino Santos Rio de Janeiro São Paulo Rio de Janeiro: Botafogo Flamengo Fluminense São Paulo: Corinthians Palmeiras São PauloLocalização das equipes participantes da Série A de 2022. \| | \| América-MG Atlético-MG Athletico-PR Atlético-GO Avaí Ceará Coritiba Cuiabá Fortaleza Goiás Internacional Juventude RB Bragantino Santos Rio de Janeiro São Paulo Rio de Janeiro: Botafogo Flamengo Fluminense São Paulo: Corinthians Palmeiras São PauloLocalização das equipes participantes da Série A de 2022. \| | Capacidade: 78 838 |
| | \| América-MG Atlético-MG Athletico-PR Atlético-GO Avaí Ceará Coritiba Cuiabá Fortaleza Goiás Internacional Juventude RB Bragantino Santos Rio de Janeiro São Paulo Rio de Janeiro: Botafogo Flamengo Fluminense São Paulo: Corinthians Palmeiras São PauloLocalização das equipes participantes da Série A de 2022. \| | \| América-MG Atlético-MG Athletico-PR Atlético-GO Avaí Ceará Coritiba Cuiabá Fortaleza Goiás Internacional Juventude RB Bragantino Santos Rio de Janeiro São Paulo Rio de Janeiro: Botafogo Flamengo Fluminense São Paulo: Corinthians Palmeiras São PauloLocalização das equipes participantes da Série A de 2022. \| | \| América-MG Atlético-MG Athletico-PR Atlético-GO Avaí Ceará Coritiba Cuiabá Fortaleza Goiás Internacional Juventude RB Bragantino Santos Rio de Janeiro São Paulo Rio de Janeiro: Botafogo Flamengo Fluminense São Paulo: Corinthians Palmeiras São PauloLocalização das equipes participantes da Série A de 2022. \| | \| América-MG Atlético-MG Athletico-PR Atlético-GO Avaí Ceará Coritiba Cuiabá Fortaleza Goiás Internacional Juventude RB Bragantino Santos Rio de Janeiro São Paulo Rio de Janeiro: Botafogo Flamengo Fluminense São Paulo: Corinthians Palmeiras São PauloLocalização das equipes participantes da Série A de 2022. \| |                    |
| Fortaleza | \| América-MG Atlético-MG Athletico-PR Atlético-GO Avaí Ceará Coritiba Cuiabá Fortaleza Goiás Internacional Juventude RB Bragantino Santos Rio de Janeiro São Paulo Rio de Janeiro: Botafogo Flamengo Fluminense São Paulo: Corinthians Palmeiras São PauloLocalização das equipes participantes da Série A de 2022. \| | \| América-MG Atlético-MG Athletico-PR Atlético-GO Avaí Ceará Coritiba Cuiabá Fortaleza Goiás Internacional Juventude RB Bragantino Santos Rio de Janeiro São Paulo Rio de Janeiro: Botafogo Flamengo Fluminense São Paulo: Corinthians Palmeiras São PauloLocalização das equipes participantes da Série A de 2022. \| | \| América-MG Atlético-MG Athletico-PR Atlético-GO Avaí Ceará Coritiba Cuiabá Fortaleza Goiás Internacional Juventude RB Bragantino Santos Rio de Janeiro São Paulo Rio de Janeiro: Botafogo Flamengo Fluminense São Paulo: Corinthians Palmeiras São PauloLocalização das equipes participantes da Série A de 2022. \| | \| América-MG Atlético-MG Athletico-PR Atlético-GO Avaí Ceará Coritiba Cuiabá Fortaleza Goiás Internacional Juventude RB Bragantino Santos Rio de Janeiro São Paulo Rio de Janeiro: Botafogo Flamengo Fluminense São Paulo: Corinthians Palmeiras São PauloLocalização das equipes participantes da Série A de 2022. \| | Goiás              |
| Arena Castelão | \| América-MG Atlético-MG Athletico-PR Atlético-GO Avaí Ceará Coritiba Cuiabá Fortaleza Goiás Internacional Juventude RB Bragantino Santos Rio de Janeiro São Paulo Rio de Janeiro: Botafogo Flamengo Fluminense São Paulo: Corinthians Palmeiras São PauloLocalização das equipes participantes da Série A de 2022. \| | \| América-MG Atlético-MG Athletico-PR Atlético-GO Avaí Ceará Coritiba Cuiabá Fortaleza Goiás Internacional Juventude RB Bragantino Santos Rio de Janeiro São Paulo Rio de Janeiro: Botafogo Flamengo Fluminense São Paulo: Corinthians Palmeiras São PauloLocalização das equipes participantes da Série A de 2022. \| | \| América-MG Atlético-MG Athletico-PR Atlético-GO Avaí Ceará Coritiba Cuiabá Fortaleza Goiás Internacional Juventude RB Bragantino Santos Rio de Janeiro São Paulo Rio de Janeiro: Botafogo Flamengo Fluminense São Paulo: Corinthians Palmeiras São PauloLocalização das equipes participantes da Série A de 2022. \| | \| América-MG Atlético-MG Athletico-PR Atlético-GO Avaí Ceará Coritiba Cuiabá Fortaleza Goiás Internacional Juventude RB Bragantino Santos Rio de Janeiro São Paulo Rio de Janeiro: Botafogo Flamengo Fluminense São Paulo: Corinthians Palmeiras São PauloLocalização das equipes participantes da Série A de 2022. \| | Serrinha           |
| Capacidade: 63 903 | \| América-MG Atlético-MG Athletico-PR Atlético-GO Avaí Ceará Coritiba Cuiabá Fortaleza Goiás Internacional Juventude RB Bragantino Santos Rio de Janeiro São Paulo Rio de Janeiro: Botafogo Flamengo Fluminense São Paulo: Corinthians Palmeiras São PauloLocalização das equipes participantes da Série A de 2022. \| | \| América-MG Atlético-MG Athletico-PR Atlético-GO Avaí Ceará Coritiba Cuiabá Fortaleza Goiás Internacional Juventude RB Bragantino Santos Rio de Janeiro São Paulo Rio de Janeiro: Botafogo Flamengo Fluminense São Paulo: Corinthians Palmeiras São PauloLocalização das equipes participantes da Série A de 2022. \| | \| América-MG Atlético-MG Athletico-PR Atlético-GO Avaí Ceará Coritiba Cuiabá Fortaleza Goiás Internacional Juventude RB Bragantino Santos Rio de Janeiro São Paulo Rio de Janeiro: Botafogo Flamengo Fluminense São Paulo: Corinthians Palmeiras São PauloLocalização das equipes participantes da Série A de 2022. \| | \| América-MG Atlético-MG Athletico-PR Atlético-GO Avaí Ceará Coritiba Cuiabá Fortaleza Goiás Internacional Juventude RB Bragantino Santos Rio de Janeiro São Paulo Rio de Janeiro: Botafogo Flamengo Fluminense São Paulo: Corinthians Palmeiras São PauloLocalização das equipes participantes da Série A de 2022. \| | Capacidade: 16 500 |
| | \| América-MG Atlético-MG Athletico-PR Atlético-GO Avaí Ceará Coritiba Cuiabá Fortaleza Goiás Internacional Juventude RB Bragantino Santos Rio de Janeiro São Paulo Rio de Janeiro: Botafogo Flamengo Fluminense São Paulo: Corinthians Palmeiras São PauloLocalização das equipes participantes da Série A de 2022. \| | \| América-MG Atlético-MG Athletico-PR Atlético-GO Avaí Ceará Coritiba Cuiabá Fortaleza Goiás Internacional Juventude RB Bragantino Santos Rio de Janeiro São Paulo Rio de Janeiro: Botafogo Flamengo Fluminense São Paulo: Corinthians Palmeiras São PauloLocalização das equipes participantes da Série A de 2022. \| | \| América-MG Atlético-MG Athletico-PR Atlético-GO Avaí Ceará Coritiba Cuiabá Fortaleza Goiás Internacional Juventude RB Bragantino Santos Rio de Janeiro São Paulo Rio de Janeiro: Botafogo Flamengo Fluminense São Paulo: Corinthians Palmeiras São PauloLocalização das equipes participantes da Série A de 2022. \| | \| América-MG Atlético-MG Athletico-PR Atlético-GO Avaí Ceará Coritiba Cuiabá Fortaleza Goiás Internacional Juventude RB Bragantino Santos Rio de Janeiro São Paulo Rio de Janeiro: Botafogo Flamengo Fluminense São Paulo: Corinthians Palmeiras São PauloLocalização das equipes participantes da Série A de 2022. \| |                    |
| Internacional | Juventude | Palmeiras | Red Bull Bragantino | Santos | São Paulo          |
| Beira-Rio | Alfredo Jaconi | Allianz Parque | Nabi Abi Chedid | Vila Belmiro | Morumbi            |
| Capacidade: 50 842 | Capacidade: 19 924 | Capacidade: 43 713 | Capacidade: 15 010 | Capacidade: 16 795 | Capacidade: 72 039 |
| | | | | |                    |
| América-MG Atlético-MG Athletico-PR Atlético-GO Avaí Ceará Coritiba Cuiabá Fortaleza Goiás Internacional Juventude RB Bragantino Santos Rio de Janeiro São Paulo Rio de Janeiro: Botafogo Flamengo Fluminense São Paulo: Corinthians Palmeiras São PauloLocalização das equipes participantes da Série A de 2022. | | | | |                    |

### Outros estádios
Além dos estádios de mando usual, outros estádios foram utilizados devido a punições de perda de mando de campo impostas pelo Superior Tribunal de Justiça Desportiva ou por conta de problemas de interdição dos estádios usuais ou simplesmente por opção dos clubes em mandar seus jogos em outros locais, geralmente buscando uma melhor renda.

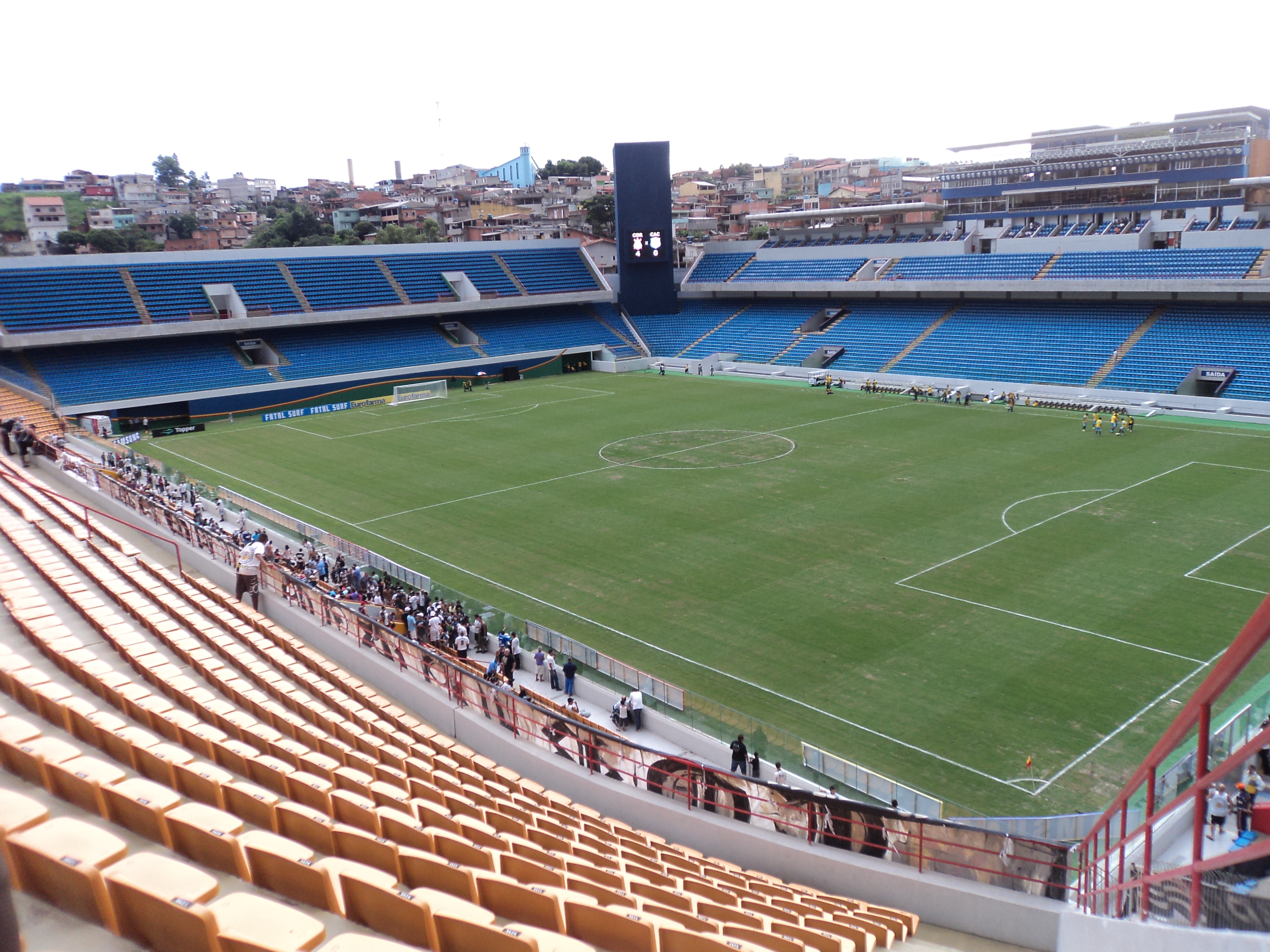
150px]]|Arena Barueri (Barueri)
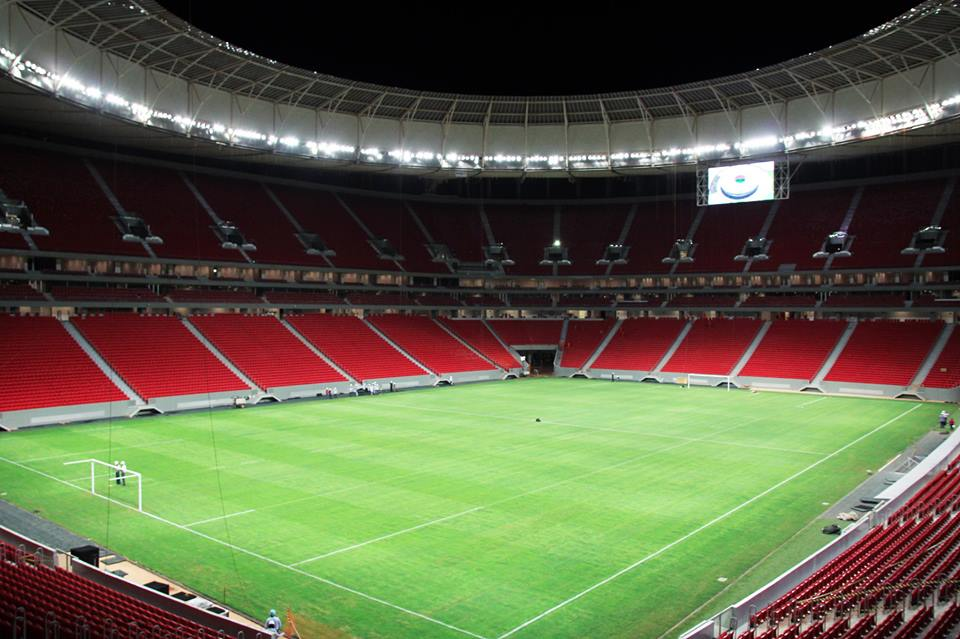
Mané Garrincha (Brasília)
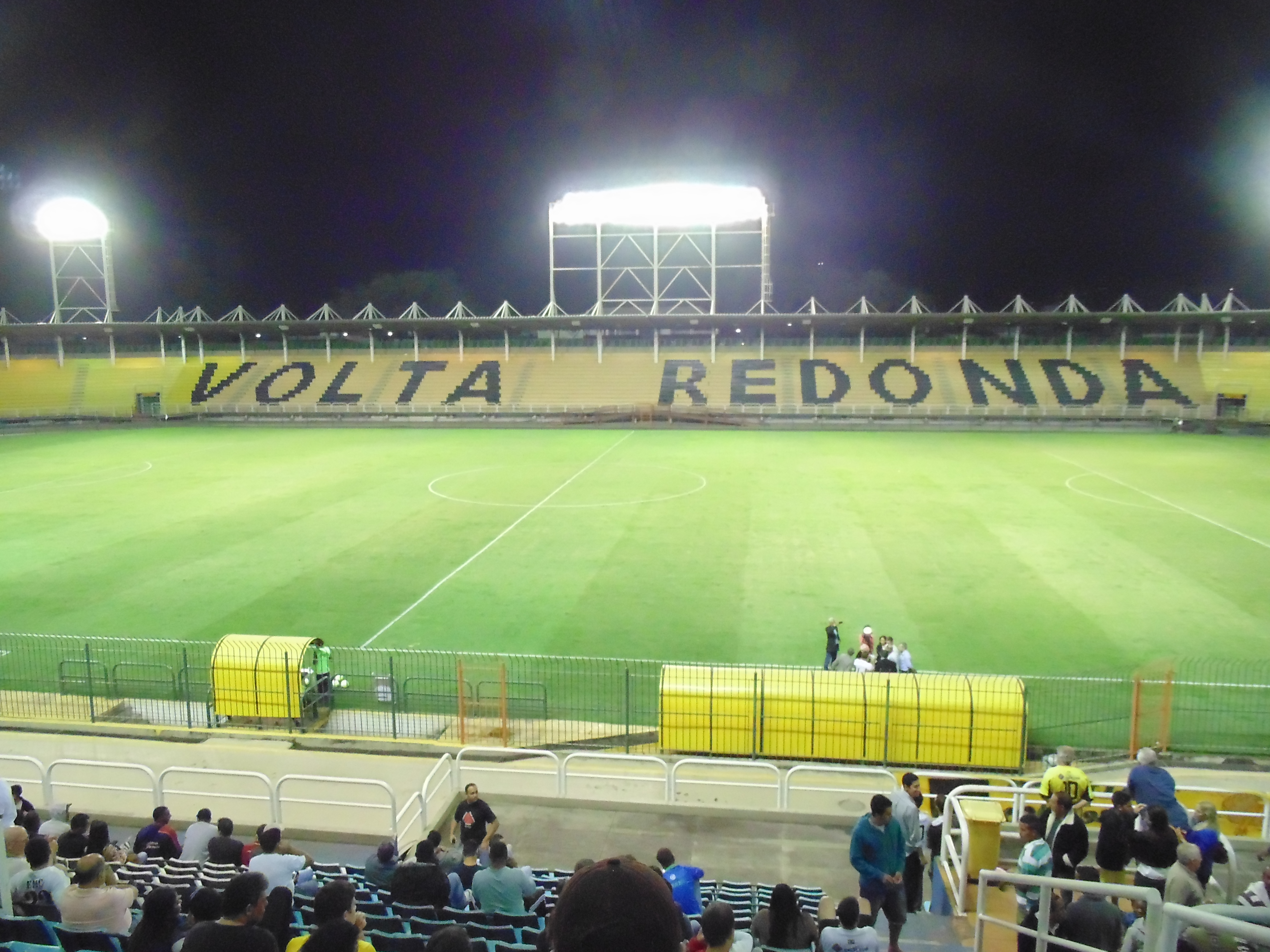
Raulino de Oliveira (Volta Redonda)

## Transmissão televisiva

### Brasil
Em setembro de 2021, a WarnerMedia anunciou que deixaria de transmitir o Brasileirão na TNT a partir desta edição, valendo-se de uma cláusula presente no contrato assinado com os clubes. Com isso, os clubes que tinham direitos de transmissão com o grupo para a TV fechada renegociaram o contrato, vendendo ao Grupo Globo para o triênio 2022–2024.
O Athletico Paranaense transmitiu seus jogos como mandante em sua própria plataforma de streaming, o Furacão Live, e para inscritos do canal do Casimiro na Twitch, se valendo da Lei nº 14205/21. Todos os demais jogos foram exibidos pelo Grupo Globo em suas plataformas: TV Globo em sinal aberto, SporTV em TV fechada e Premiere pelo sistema pay-per-view.

## Suspeitas de jogos manipulados
Em 2023 iniciou-se a Operação Penalidade Máxima, conjunto de operações realizadas pelo Ministério Público do Estado de Goiás para investigar a chamada "Máfia das Apostas". No total, oito partidas da Série A de 2022 são investigadas por suspeita de manipulação de resultados.

## Classificação
| Pos | Equipe               | Pts | J  | V  | E  | D  | GP | GC | SG  | Classificação ou descenso                    |
| --- | -------------------- | --- | -- | -- | -- | -- | -- | -- | --- | -------------------------------------------- |
| 1   | Palmeiras (C)        | 81  | 38 | 23 | 12 | 3  | 66 | 27 | +39 | Fase de grupos da Copa Libertadores de 2023  |
| 2   | Internacional        | 73  | 38 | 20 | 13 | 5  | 58 | 31 | +27 | Fase de grupos da Copa Libertadores de 2023  |
| 3   | Fluminense           | 70  | 38 | 21 | 7  | 10 | 63 | 41 | +22 | Fase de grupos da Copa Libertadores de 2023  |
| 4   | Corinthians          | 65  | 38 | 18 | 11 | 9  | 44 | 36 | +8  | Fase de grupos da Copa Libertadores de 2023  |
| 5   | Flamengo             | 62  | 38 | 18 | 8  | 12 | 60 | 39 | +21 | Fase de grupos da Copa Libertadores de 2023  |
| 6   | Athletico Paranaense | 58  | 38 | 16 | 10 | 12 | 48 | 48 | 0   | Fase de grupos da Copa Libertadores de 2023  |
| 7   | Atlético Mineiro     | 58  | 38 | 15 | 13 | 10 | 45 | 37 | +8  | Segunda fase da Copa Libertadores de 2023    |
| 8   | Fortaleza            | 55  | 38 | 15 | 10 | 13 | 46 | 39 | +7  | Segunda fase da Copa Libertadores de 2023    |
| 9   | São Paulo            | 54  | 38 | 13 | 15 | 10 | 55 | 42 | +13 | Fase de grupos da Copa Sul-Americana de 2023 |
| 10  | América Mineiro      | 53  | 38 | 15 | 8  | 15 | 40 | 40 | 0   | Fase de grupos da Copa Sul-Americana de 2023 |
| 11  | Botafogo             | 53  | 38 | 15 | 8  | 15 | 41 | 43 | −2  | Fase de grupos da Copa Sul-Americana de 2023 |
| 12  | Santos               | 47  | 38 | 12 | 11 | 15 | 44 | 41 | +3  | Fase de grupos da Copa Sul-Americana de 2023 |
| 13  | Goiás                | 46  | 38 | 11 | 13 | 14 | 40 | 53 | −13 | Fase de grupos da Copa Sul-Americana de 2023 |
| 14  | Red Bull Bragantino  | 44  | 38 | 11 | 11 | 16 | 49 | 59 | −10 | Fase de grupos da Copa Sul-Americana de 2023 |
| 15  | Coritiba             | 42  | 38 | 12 | 6  | 20 | 39 | 60 | −21 |                                              |
| 16  | Cuiabá               | 41  | 38 | 10 | 11 | 17 | 31 | 42 | −11 |                                              |
| 17  | Ceará                | 37  | 38 | 7  | 16 | 15 | 34 | 41 | −7  | Rebaixados à Série B de 2023                 |
| 18  | Atlético Goianiense  | 36  | 38 | 8  | 12 | 18 | 39 | 57 | −18 | Rebaixados à Série B de 2023                 |
| 19  | Avaí                 | 35  | 38 | 9  | 8  | 21 | 34 | 60 | −26 | Rebaixados à Série B de 2023                 |
| 20  | Juventude            | 22  | 38 | 3  | 13 | 22 | 29 | 69 | −40 | Rebaixados à Série B de 2023                 |

1. ↑  Flamengo tem vaga garantida na Copa Libertadores de 2023 por ter sido campeão da Copa do Brasil de 2022 e da Copa Libertadores de 2022.

## Confrontos
| Mandante \ Visitante | AMM | ATG | ATM | ATP | AVA | BOT | CEA | COR | CTB | CUI | FLA | FLU | FOR | GOI | INT | JUV | PAL | RBB | SAN | SPA |
| -------------------- | --- | --- | --- | --- | --- | --- | --- | --- | --- | --- | --- | --- | --- | --- | --- | --- | --- | --- | --- | --- |
| América Mineiro      | —   | 1–1 | 1–1 | 1–1 | 3–1 | 1–1 | 0–2 | 1–1 | 2–0 | 2–0 | 1–2 | 0–0 | 1–2 | 1–0 | 1–0 | 4–1 | 0–1 | 0–3 | 1–0 | 2–1 |
| Atlético Goianiense  | 0–1 | —   | 0–2 | 1–1 | 2–1 | 1–1 | 1–0 | 0–1 | 2–0 | 1–1 | 1–1 | 3–2 | 0–1 | 0–1 | 1–2 | 3–1 | 1–1 | 2–1 | 2–3 | 1–2 |
| Atlético Mineiro     | 1–2 | 2–0 | —   | 2–3 | 2–1 | 0–2 | 0–0 | 1–2 | 2–2 | 3–0 | 2–0 | 2–0 | 3–2 | 0–1 | 2–0 | 1–0 | 0–1 | 1–1 | 1–1 | 0–0 |
| Athletico Paranaense | 1–1 | 4–1 | 0–1 | —   | 2–1 | 3–0 | 1–0 | 1–1 | 1–0 | 2–2 | 1–0 | 1–0 | 1–1 | 3–2 | 0–0 | 2–0 | 1–3 | 4–2 | 2–2 | 1–0 |
| Avaí                 | 1–0 | 1–1 | 1–0 | 1–2 | —   | 1–2 | 2–0 | 1–1 | 2–1 | 1–2 | 1–2 | 0–3 | 3–2 | 3–2 | 0–1 | 1–2 | 2–2 | 1–2 | 1–0 | 1–1 |
| Botafogo             | 0–0 | 0–0 | 0–1 | 2–0 | 0–1 | —   | 1–1 | 1–3 | 2–0 | 0–2 | 0–1 | 0–1 | 3–1 | 1–2 | 0–1 | 1–1 | 1–3 | 2–1 | 3–0 | 1–0 |
| Ceará                | 1–2 | 1–1 | 0–0 | 0–0 | 1–0 | 1–3 | —   | 3–1 | 1–1 | 1–1 | 2–2 | 0–1 | 0–1 | 1–1 | 1–1 | 4–1 | 1–2 | 0–1 | 2–1 | 0–2 |
| Corinthians          | 1–1 | 2–1 | 0–1 | 2–1 | 3–0 | 1–0 | 1–0 | —   | 3–1 | 2–0 | 1–0 | 0–2 | 1–0 | 1–0 | 2–2 | 2–0 | 0–1 | 1–0 | 0–0 | 1–1 |
| Coritiba             | 1–0 | 2–0 | 0–1 | 0–1 | 1–0 | 1–0 | 1–0 | 2–2 | —   | 1–0 | 1–0 | 3–2 | 2–1 | 3–0 | 1–1 | 2–2 | 0–2 | 2–1 | 1–2 | 1–1 |
| Cuiabá               | 2–1 | 1–1 | 1–1 | 0–1 | 1–0 | 2–0 | 0–0 | 1–0 | 2–1 | —   | 1–2 | 0–1 | 0–1 | 1–2 | 1–1 | 1–0 | 1–1 | 1–1 | 0–0 | 1–1 |
| Flamengo             | 3–0 | 4–1 | 1–0 | 4–1 | 1–2 | 0–1 | 1–1 | 1–2 | 2–0 | 2–0 | —   | 1–2 | 1–2 | 1–0 | 0–0 | 4–0 | 0–0 | 4–1 | 3–2 | 3–1 |
| Fluminense           | 0–2 | 0–2 | 5–3 | 2–1 | 2–0 | 2–2 | 2–1 | 4–0 | 5–2 | 1–0 | 1–2 | —   | 2–1 | 3–0 | 0–1 | 4–0 | 1–1 | 2–1 | 0–0 | 3–1 |
| Fortaleza            | 1–0 | 1–1 | 0–0 | 0–0 | 2–0 | 1–3 | 0–1 | 1–0 | 3–1 | 0–1 | 3–2 | 0–1 | —   | 1–1 | 3–0 | 1–1 | 0–0 | 6–0 | 0–0 | 1–1 |
| Goiás                | 2–2 | 2–1 | 2–2 | 2–1 | 1–1 | 0–1 | 1–1 | 0–0 | 1–0 | 1–1 | 1–1 | 2–3 | 0–1 | —   | 1–2 | 1–0 | 1–1 | 1–1 | 1–0 | 0–4 |
| Internacional        | 1–0 | 1–1 | 3–0 | 2–0 | 0–0 | 2–3 | 2–1 | 2–2 | 3–0 | 1–1 | 3–1 | 3–0 | 2–1 | 4–0 | —   | 4–0 | 3–0 | 0–0 | 1–0 | 3–3 |
| Juventude            | 0–1 | 1–1 | 1–2 | 1–3 | 1–1 | 2–2 | 1–0 | 2–2 | 0–1 | 0–1 | 2–2 | 1–0 | 1–1 | 0–0 | 1–1 | —   | 0–3 | 2–2 | 1–2 | 1–1 |
| Palmeiras            | 2–1 | 4–0 | 0–0 | 0–2 | 3–0 | 4–0 | 2–3 | 3–0 | 4–0 | 1–0 | 1–1 | 1–1 | 4–0 | 3–0 | 2–1 | 2–1 | —   | 2–0 | 1–0 | 0–0 |
| Red Bull Bragantino  | 1–4 | 4–0 | 1–1 | 4–2 | 4–0 | 0–1 | 1–1 | 0–1 | 4–2 | 2–1 | 1–0 | 0–1 | 2–1 | 1–1 | 0–2 | 1–0 | 2–2 | —   | 0–2 | 1–1 |
| Santos               | 3–0 | 1–0 | 1–2 | 2–0 | 1–1 | 2–0 | 0–0 | 0–1 | 2–1 | 4–1 | 1–2 | 2–2 | 0–2 | 1–2 | 1–1 | 4–1 | 0–1 | 2–2 | —   | 1–0 |
| São Paulo            | 1–0 | 2–1 | 2–2 | 4–0 | 4–0 | 0–1 | 2–2 | 1–1 | 3–1 | 2–1 | 0–2 | 2–2 | 0–1 | 3–3 | 0–1 | 0–0 | 1–2 | 3–0 | 2–1 | —   |

## Desempenho por rodada
Posições de cada clube por rodada:
| Rodada ↓ | AMM | ATP | ATG | ATM | AVA | BOT | CEA | COR | CTB | CUI | FLA | FLU | FOR | GOI | INT | JUV | PAL | RBB | SAN | SPA |
| -------- | --- | --- | --- | --- | --- | --- | --- | --- | --- | --- | --- | --- | --- | --- | --- | --- | --- | --- | --- | --- |
| 1ª       | 16  | 20  | 11  | 4   | 6   | 17  | 5   | 3   | 2   | 7   | 10  | 13  | 15  | 19  | 18  | 8   | 14  | 9   | 12  | 1   |
| 2ª       | 9   | 20  | 18  | 2   | 14  | 10  | 12  | 1   | 8   | 11  | 4   | 6   | 19  | 17  | 13  | 16  | 15  | 3   | 5   | 7   |
| 3ª       | 14  | 16  | 17  | 2   | 6   | 12  | 15  | 3   | 10  | 4   | 9   | 13  | 20  | 18  | 5   | 19  | 8   | 7   | 1   | 11  |
| 4ª       | 10  | 16  | 17  | 3   | 9   | 13  | 15  | 1   | 4   | 7   | 12  | 14  | 20  | 18  | 8   | 19  | 11  | 2   | 6   | 5   |
| 5ª       | 4   | 12  | 19  | 7   | 3   | 8   | 17  | 1   | 10  | 11  | 14  | 15  | 20  | 16  | 9   | 18  | 13  | 5   | 2   | 6   |
| 6ª       | 8   | 15  | 19  | 2   | 7   | 4   | 18  | 1   | 6   | 14  | 16  | 12  | 20  | 13  | 11  | 17  | 9   | 10  | 5   | 3   |
| 7ª       | 9   | 12  | 17  | 4   | 10  | 5   | 19  | 1   | 8   | 16  | 14  | 7   | 20  | 15  | 11  | 18  | 2   | 13  | 6   | 3   |
| 8ª       | 10  | 6   | 18  | 2   | 13  | 7   | 15  | 3   | 4   | 17  | 8   | 11  | 20  | 16  | 12  | 19  | 1   | 14  | 9   | 5   |
| 9ª       | 5   | 8   | 19  | 3   | 14  | 10  | 16  | 1   | 4   | 18  | 11  | 13  | 20  | 12  | 7   | 17  | 2   | 15  | 9   | 6   |
| 10ª      | 9   | 3   | 18  | 4   | 16  | 15  | 12  | 2   | 5   | 17  | 14  | 8   | 20  | 13  | 7   | 19  | 1   | 11  | 10  | 6   |
| 11ª      | 9   | 5   | 15  | 6   | 10  | 17  | 13  | 2   | 7   | 18  | 16  | 8   | 20  | 14  | 4   | 19  | 1   | 12  | 11  | 3   |
| 12ª      | 13  | 4   | 17  | 6   | 7   | 14  | 15  | 2   | 12  | 18  | 10  | 11  | 20  | 16  | 3   | 19  | 1   | 9   | 8   | 5   |
| 13ª      | 16  | 3   | 12  | 4   | 11  | 7   | 13  | 2   | 15  | 18  | 14  | 6   | 19  | 17  | 5   | 20  | 1   | 10  | 8   | 9   |
| 14ª      | 17  | 3   | 13  | 5   | 11  | 10  | 15  | 2   | 16  | 18  | 9   | 6   | 20  | 14  | 4   | 19  | 1   | 12  | 7   | 8   |
| 15ª      | 13  | 2   | 16  | 3   | 11  | 9   | 15  | 4   | 12  | 18  | 8   | 6   | 20  | 17  | 5   | 19  | 1   | 14  | 10  | 7   |
| 16ª      | 15  | 6   | 18  | 4   | 16  | 10  | 17  | 2   | 14  | 13  | 9   | 5   | 20  | 12  | 3   | 19  | 1   | 11  | 8   | 7   |
| 17ª      | 17  | 6   | 18  | 2   | 12  | 11  | 14  | 3   | 16  | 15  | 7   | 5   | 19  | 13  | 4   | 20  | 1   | 8   | 10  | 9   |
| 18ª      | 17  | 5   | 18  | 3   | 13  | 12  | 11  | 2   | 16  | 15  | 7   | 4   | 19  | 14  | 6   | 20  | 1   | 8   | 9   | 10  |
| 19ª      | 15  | 5   | 18  | 4   | 16  | 11  | 12  | 2   | 13  | 17  | 6   | 3   | 20  | 14  | 7   | 19  | 1   | 8   | 9   | 10  |
| 20ª      | 13  | 4   | 19  | 7   | 16  | 12  | 14  | 2   | 15  | 17  | 5   | 3   | 18  | 11  | 6   | 20  | 1   | 8   | 9   | 10  |
| 21ª      | 10  | 4   | 19  | 7   | 16  | 12  | 14  | 2   | 15  | 18  | 5   | 3   | 17  | 13  | 6   | 20  | 1   | 8   | 9   | 11  |
| 22ª      | 8   | 5   | 19  | 7   | 17  | 12  | 14  | 3   | 18  | 16  | 2   | 4   | 15  | 13  | 6   | 20  | 1   | 9   | 10  | 11  |
| 23ª      | 9   | 6   | 19  | 7   | 17  | 14  | 15  | 4   | 19  | 16  | 3   | 2   | 13  | 11  | 5   | 20  | 1   | 10  | 8   | 12  |
| 24ª      | 9   | 6   | 19  | 7   | 18  | 14  | 15  | 4   | 16  | 17  | 2   | 3   | 12  | 10  | 5   | 20  | 1   | 11  | 8   | 13  |
| 25ª      | 8   | 6   | 19  | 7   | 18  | 13  | 15  | 3   | 17  | 16  | 2   | 5   | 12  | 9   | 4   | 20  | 1   | 11  | 10  | 14  |
| 26ª      | 8   | 6   | 19  | 7   | 18  | 12  | 14  | 5   | 16  | 17  | 3   | 4   | 15  | 9   | 2   | 20  | 1   | 11  | 10  | 13  |
| 27ª      | 8   | 6   | 19  | 7   | 17  | 10  | 15  | 5   | 16  | 18  | 4   | 3   | 14  | 9   | 2   | 20  | 1   | 12  | 11  | 13  |
| 28ª      | 8   | 6   | 19  | 7   | 18  | 9   | 16  | 4   | 16  | 17  | 5   | 2   | 14  | 11  | 3   | 20  | 1   | 13  | 10  | 12  |
| 29ª      | 8   | 6   | 19  | 7   | 18  | 10  | 16  | 4   | 15  | 17  | 5   | 3   | 9   | 12  | 2   | 20  | 1   | 14  | 11  | 13  |
| 30ª      | 8   | 6   | 18  | 7   | 19  | 9   | 15  | 4   | 16  | 17  | 5   | 3   | 11  | 13  | 2   | 20  | 1   | 12  | 14  | 10  |
| 31ª      | 8   | 6   | 18  | 7   | 19  | 9   | 16  | 3   | 15  | 17  | 4   | 5   | 10  | 14  | 2   | 20  | 1   | 13  | 11  | 12  |
| 32ª      | 8   | 6   | 18  | 7   | 19  | 11  | 16  | 5   | 15  | 17  | 3   | 4   | 9   | 14  | 2   | 20  | 1   | 13  | 12  | 10  |
| 33ª      | 9   | 6   | 17  | 7   | 19  | 11  | 16  | 4   | 15  | 18  | 3   | 5   | 10  | 14  | 2   | 20  | 1   | 13  | 12  | 8   |
| 34ª      | 11  | 6   | 18  | 7   | 19  | 10  | 17  | 5   | 15  | 16  | 3   | 4   | 9   | 13  | 2   | 20  | 1   | 14  | 12  | 8   |
| 35ª      | 9   | 6   | 18  | 7   | 19  | 11  | 17  | 5   | 15  | 16  | 3   | 4   | 10  | 14  | 2   | 20  | 1   | 13  | 12  | 8   |
| 36ª      | 7   | 6   | 17  | 8   | 19  | 10  | 18  | 4   | 15  | 16  | 5   | 3   | 11  | 13  | 2   | 20  | 1   | 14  | 12  | 9   |
| 37ª      | 9   | 6   | 17  | 7   | 19  | 8   | 18  | 4   | 15  | 16  | 5   | 3   | 10  | 13  | 2   | 20  | 1   | 14  | 12  | 11  |
| 38ª      | 10  | 6   | 18  | 7   | 19  | 11  | 17  | 4   | 15  | 16  | 5   | 3   | 8   | 13  | 2   | 20  | 1   | 14  | 12  | 9   |
| Rodada ↑ | AMM | ATP | ATG | ATM | AVA | BOT | CEA | COR | CTB | CUI | FLA | FLU | FOR | GOI | INT | JUV | PAL | RBB | SAN | SPA |

| Líder e fase de grupos da Copa Libertadores de 2023 Fase de grupos da Copa Libertadores de 2023 Segunda fase da Copa Libertadores de 2023 Fase de grupos da Copa Sul-Americana de 2023 Zona de rebaixamento à Série B de 2023 |

## Estatísticas
| Gols | Jogador           | Equipe               |
| ---- | ----------------- | -------------------- |
| 26   | Germán Cano       | Fluminense           |
| 19   | Pedro Raul        | Goiás                |
| 18   | Jonathan Calleri  | São Paulo            |
| 14   | Guilherme Bissoli | Avaí                 |
| 13   | Marcos Leonardo   | Santos               |
| 12   | David Terans      | Athletico Paranaense |
| 12   | Hulk              | Atlético Mineiro     |
| 12   | Rony              | Palmeiras            |

| Total | Jogador                | Equipe     |
| ----- | ---------------------- | ---------- |
| 13    | Gustavo Scarpa         | Palmeiras  |
| 10    | Giorgian De Arrascaeta | Flamengo   |
| 10    | Jhon Arias             | Fluminense |
| 9     | Dudu                   | Palmeiras  |
| 7     | Ângelo Gabriel         | Santos     |

### Hat-tricks
| Jogador          | Clube       | Adversário           | Placar  | Data          | Ref.   |
| ---------------- | ----------- | -------------------- | ------- | ------------- | ------ |
| Jonathan Calleri | São Paulo   | Athletico Paranaense | 4–0 (C) | 10 de abril   | [ 47 ] |
| Róger Guedes     | Corinthians | Avaí                 | 3–0 (C) | 16 de abril   | [ 48 ] |
| Pedro            | Flamengo    | Red Bull Bragantino  | 4–1 (C) | 1 de outubro  | [ 49 ] |
| Germán Cano      | Fluminense  | São Paulo            | 3–1 (C) | 5 de novembro | [ 50 ] |

### Público
Maiores públicos
Estes são os dez maiores públicos do campeonato:
| Nº | Público | Mandante   | Placar | Visitante            | Estádio        | Data           | Rodada | Ref.   |
| -- | ------- | ---------- | ------ | -------------------- | -------------- | -------------- | ------ | ------ |
| 1  | 65 392  | Flamengo   | 4–0    | Juventude            | Mané Garrincha | 20 de julho    | 18ª    | [ 51 ] |
| 2  | 64 816  | Flamengo   | 0–0    | Palmeiras            | Maracanã       | 20 de abril    | 4ª     | [ 52 ] |
| 3  | 60 064  | Flamengo   | 1–2    | Avaí                 | Maracanã       | 12 de novembro | 38ª    | [ 53 ] |
| 4  | 59 999  | Flamengo   | 4–1    | Atlético Goianiense  | Maracanã       | 30 de julho    | 20ª    | [ 54 ] |
| 5  | 59 612  | Flamengo   | 1–1    | Ceará                | Maracanã       | 4 de setembro  | 25ª    | [ 55 ] |
| 6  | 59 294  | Flamengo   | 1–2    | Fortaleza            | Maracanã       | 5 de junho     | 9ª     | [ 56 ] |
| 7  | 59 165  | Flamengo   | 5–0    | Athletico Paranaense | Maracanã       | 14 de agosto   | 22ª    | [ 57 ] |
| 8  | 57 906  | Flamengo   | 1–2    | Corinthians          | Maracanã       | 2 de novembro  | 35ª    | [ 58 ] |
| 9  | 57 844  | Fluminense | 2–1    | Ceará                | Maracanã       | 9 de julho     | 16ª    | [ 59 ] |
| 10 | 54 981  | Flamengo   | 0–1    | Botafogo             | Mané Garrincha | 8 de maio      | 5ª     | [ 60 ] |

Menores públicos
Estes são os dez menores públicos do campeonato, sem considerar as partidas com portões fechados:
| Nº | Público | Mandante        | Placar | Visitante            | Estádio        | Data           | Rodada | Ref.   |
| -- | ------- | --------------- | ------ | -------------------- | -------------- | -------------- | ------ | ------ |
| 1  | 1 022   | América Mineiro | 4–1    | Juventude            | Independência  | 16 de abril    | 2ª     | [ 61 ] |
| 2  | 1 114   | América Mineiro | 0–3    | Red Bull Bragantino  | Independência  | 17 de julho    | 17ª    | [ 62 ] |
| 3  | 1 134   | América Mineiro | 0–2    | Ceará                | Independência  | 8 de junho     | 10ª    | [ 63 ] |
| 4  | 1 196   | América Mineiro | 2–1    | Cuiabá               | Independência  | 4 de junho     | 9ª     | [ 64 ] |
| 5  | 1 201   | América Mineiro | 1–0    | Athletico Paranaense | Independência  | 30 de abril    | 4ª     | [ 65 ] |
| 6  | 1 242   | Juventude       | 1–1    | Atlético Goianiense  | Alfredo Jaconi | 16 de outubro  | 32ª    | [ 66 ] |
| 7  | 1 470   | América Mineiro | 3–1    | Avaí                 | Independência  | 31 de julho    | 20ª    | [ 67 ] |
| 8  | 1 476   | América Mineiro | 1–0    | Goiás                | Independência  | 3 de julho     | 15ª    | [ 68 ] |
| 9  | 1 501   | Juventude       | 1–1    | Fortaleza            | Alfredo Jaconi | 18 de setembro | 27ª    | [ 69 ] |
| 10 | 1 631   | Avaí            | 2–0    | Ceará                | Ressacada      | 9 de novembro  | 37ª    | [ 70 ] |

Médias de público
Estas são as médias de público dos clubes no campeonato. Considera-se apenas os jogos da equipe como mandante e o público pagante:
| Pos.  | Equipe               | Média  | Total     | Mandos | Maior  | Menor  |
| ----- | -------------------- | ------ | --------- | ------ | ------ | ------ |
| 1     | Flamengo             | 51 757 | 983 381   | 19     | 65 392 | 33 778 |
| 2     | Corinthians          | 38 770 | 736 636   | 19     | 44 672 | 30 335 |
| 3     | Palmeiras            | 35 943 | 682 910   | 19     | 40 795 | 23 973 |
| 4     | Fortaleza            | 32 961 | 626 267   | 19     | 54 505 | 17 709 |
| 5     | Ceará                | 30 471 | 518 006   | 17     | 52 003 | 13 954 |
| 6     | São Paulo            | 30 132 | 572 517   | 19     | 47 141 | 14 993 |
| 7     | Fluminense           | 28 262 | 536 987   | 19     | 57 844 | 4 009  |
| 8     | Atlético Mineiro     | 25 578 | 485 984   | 19     | 48 310 | 11 714 |
| 9     | Internacional        | 22 902 | 435 144   | 19     | 39 451 | 11 050 |
| 10    | Coritiba             | 20 608 | 391 549   | 19     | 32 021 | 13 376 |
| 11    | Botafogo             | 19 065 | 362 236   | 19     | 34 344 | 7 463  |
| 12    | Athletico Paranaense | 18 685 | 355 021   | 19     | 28 954 | 12 325 |
| 13    | Cuiabá               | 12 705 | 241 396   | 19     | 36 315 | 3 262  |
| 14    | Santos               | 11 845 | 225 046   | 19     | 25 797 | 7 256  |
| 15    | Goiás                | 8 845  | 168 048   | 19     | 12 370 | 4 910  |
| 16    | Avaí                 | 8 546  | 153 821   | 18     | 15 933 | 1 631  |
| 17    | Atlético Goianiense  | 6 289  | 119 486   | 19     | 10 887 | 3 485  |
| 18    | Red Bull Bragantino  | 4 769  | 90 607    | 19     | 9 993  | 2 351  |
| 19    | Juventude            | 3 316  | 63 010    | 19     | 6 752  | 1 242  |
| 20    | América Mineiro      | 2 548  | 48 405    | 19     | 6 730  | 1 022  |
| Total | Total                | 20 680 | 7 796 457 | 377    | 65 392 | 1 022  |

## Mudanças de técnicos
| Clube                | Antecessor               | Data           | Última partida                           | Rod | Pos | Sucessor                   | Ref.            |
| -------------------- | ------------------------ | -------------- | ---------------------------------------- | --- | --- | -------------------------- | --------------- |
| Athletico Paranaense | Alberto Valentim         | 10 de abril    | São Paulo 4–0 Athletico Paranaense       | 1ª  | 20º | Fábio Carille              | [ 72 ] [ 73 ]   |
| América Mineiro      | Marquinhos Santos        | 11 de abril    | Avaí 1–0 América Mineiro                 | 1ª  | 16º | Vagner Mancini             | [ 74 ] [ 75 ]   |
| Goiás                | Glauber Ramos (interino) | 14 de abril    | Coritiba 3–0 Goiás                       | 1ª  | 19º | Jair Ventura               | [ 76 ] [ 77 ]   |
| Internacional        | Alexander Medina         | 15 de abril    | Internacional 1–1 Guaireña               | 1ª  | 18º | Mano Menezes               | [ 79 ] [ 80 ]   |
| Fluminense           | Abel Braga               | 28 de abril    | Fluminense 0–0 Unión de Santa Fe         | 3ª  | 13º | Fernando Diniz             | [ 82 ] [ 83 ]   |
| Athletico Paranaense | Fábio Carille            | 3 de maio      | The Strongest 5–0 Athletico Paranaense   | 4ª  | 16º | Luiz Felipe Scolari        | [ 85 ] [ 86 ]   |
| Cuiabá               | Pintado                  | 12 de maio     | Cuiabá 0–0 Atlético Goianiense           | 6ª  | 11º | António Oliveira           | [ 89 ] [ 90 ]   |
| Atlético Goianiense  | Umberto Louzer           | 15 de maio     | Atlético Mineiro 2–0 Atlético Goianiense | 6ª  | 19º | Jorginho                   | [ 91 ] [ 92 ]   |
| Ceará                | Dorival Júnior           | 9 de junho     | América Mineiro 0–2 Ceará                | 10ª | 12º | Marquinhos Santos          | [ 94 ] [ 95 ]   |
| Flamengo             | Paulo Sousa              | 9 de junho     | Red Bull Bragantino 1–0 Flamengo         | 10ª | 14º | Dorival Júnior             | [ 96 ] [ 97 ]   |
| Juventude            | Eduardo Baptista         | 20 de junho    | Atlético Goianiense 3–1 Juventude        | 13ª | 20º | Umberto Louzer             | [ 98 ] [ 99 ]   |
| Santos               | Fabián Bustos            | 7 de julho     | Santos 1–1 Deportivo Táchira             | 15ª | 10º | Lisca                      | [ 101 ] [ 102 ] |
| Atlético Mineiro     | Antonio Mohamed          | 21 de julho    | Cuiabá 1–1 Atlético Mineiro              | 18ª | 3º  | Cuca                       | [ 104 ] [ 105 ] |
| Coritiba             | Gustavo Morínigo         | 14 de agosto   | Coritiba 0–1 Atlético Mineiro            | 22ª | 17º | Guto Ferreira              | [ 106 ] [ 107 ] |
| Ceará                | Marquinhos Santos        | 14 de agosto   | Ceará 0–1 Fortaleza                      | 22ª | 14º | Lucho González             | [ 109 ] [ 110 ] |
| Atlético Goianiense  | Jorginho                 | 27 de agosto   | Goiás 2–1 Atlético Goianiense            | 24ª | 19º | Eduardo Baptista           | [ 111 ] [ 112 ] |
| Avaí                 | Eduardo Barroca          | 12 de setembro | Avaí 1–1 Athletico Paranaense            | 26ª | 18º | Lisca                      | [ 113 ] [ 114 ] |
| Santos               | Lisca                    | 12 de setembro | Ceará 2–1 Santos                         | 26ª | 10º | Orlando Ribeiro (interino) | [ 115 ] [ 116 ] |
| Atlético Goianiense  | Eduardo Baptista         | 29 de setembro | Corinthians 2–1 Atlético Goianiense      | 28ª | 19º | Eduardo Souza (interino)   | [ 117 ]         |
| Juventude            | Umberto Louzer           | 3 de outubro   | Athletico Paranaense 2–0 Juventude       | 29ª | 20º | Celso Roth                 | [ 119 ] [ 120 ] |
| Avaí                 | Lisca                    | 24 de outubro  | Palmeiras 3–0 Avaí                       | 33ª | 19º | Fabrício Bento (interino)  | [ 121 ] [ 122 ] |
| Ceará                | Lucho González           | 28 de outubro  | Internacional 2–1 Ceará                  | 34ª | 17º | Juca Antonello             | [ 123 ] [ 124 ] |
| Red Bull Bragantino  | Maurício Barbieri        | 10 de novembro | Fortaleza 6–0 Red Bull Bragantino        | 37ª | 14º | Márcio Freitas (interino)  | [ 125 ]         |

## Premiação
| Campeonato Brasileiro 2022 Série A |
| São Paulo                          |
| ---------------------------------- |
| PALMEIRAS Campeão (11.º título)    |

| Pos.              | Jogador                | Clube      |
| ----------------- | ---------------------- | ---------- |
| G                 | Weverton               | Palmeiras  |
| LD                | Marcos Rocha           | Palmeiras  |
| Z                 | Gustavo Gómez          | Palmeiras  |
| Z                 | Murilo                 | Palmeiras  |
| LE                | Joaquín Piquerez       | Palmeiras  |
| V                 | André                  | Fluminense |
| V                 | João Gomes             | Flamengo   |
| M                 | Gustavo Scarpa         | Palmeiras  |
| M                 | Giorgian De Arrascaeta | Flamengo   |
| A                 | Germán Cano            | Fluminense |
| A                 | Pedro Raul             | Goiás      |
| T                 | Abel Ferreira          | Palmeiras  |
| Revelação         | Endrick                | Palmeiras  |
| Craque da Galera  | Germán Cano            | Fluminense |
| Gol do campeonato | Rony                   | Palmeiras  |

| Pos.            | Jogador                | Clube       |
| --------------- | ---------------------- | ----------- |
| G               | Cássio                 | Corinthians |
| LD              | Marcos Rocha           | Palmeiras   |
| Z               | Gustavo Gómez          | Palmeiras   |
| Z               | Murilo                 | Palmeiras   |
| LE              | Joaquín Piquerez       | Palmeiras   |
| V               | André                  | Fluminense  |
| V               | Zé Rafael              | Palmeiras   |
| M               | Gustavo Scarpa         | Palmeiras   |
| M               | Giorgian De Arrascaeta | Flamengo    |
| A               | Dudu                   | Palmeiras   |
| A               | Germán Cano            | Fluminense  |
| T               | Abel Ferreira          | Palmeiras   |
| Artilheiro      | Germán Cano            | Fluminense  |
| Bola de Ouro    | Gustavo Scarpa         | Palmeiras   |
| Gol mais bonito | Róger Guedes           | Corinthians |
| Revelação       | Du Queiroz             | Corinthians |

### Jogador do mês
| Mês      | Jogador          | Pos. | Clube      | Estatísticas | Estatísticas | Estatísticas | Ref.    |
| Mês      | Jogador          | Pos. | Clube      | J            | G            | A            | Ref.    |
| -------- | ---------------- | ---- | ---------- | ------------ | ------------ | ------------ | ------- |
| Abril    | Jonathan Calleri | A    | São Paulo  | 3            | 4            | 0            | [ 128 ] |
| Maio     | Jonathan Calleri | A    | São Paulo  | 5            | 4            | 1            | [ 129 ] |
| Junho    | Gustavo Scarpa   | M    | Palmeiras  | 6            | 3            | 3            | [ 130 ] |
| Julho    | Germán Cano      | A    | Fluminense | 5            | 5            | 1            | [ 131 ] |
| Agosto   | Fernando Miguel  | G    | Fortaleza  | 4            | 0            | 0            | [ 132 ] |
| Setembro | Germán Cano      | A    | Fluminense | 4            | 3            | 0            | [ 133 ] |
| Outubro  | Gustavo Scarpa   | M    | Palmeiras  | 6            | 2            | 4            | [ 134 ] |